# Sierra del Carrizo
La sierra del Carrizo es un pequeño cordal montañoso de unos 15 a 20 km de longitud ubicada en la meseta del Colorado en el Noreste de Arizona en las coordenadas 36°50′ N, 109°7′O.  La sierra se ubica a unos 20 km al suroeste de las cuatro esquinas. Su pico máximo es el Picacho Pastora de 2869 m s. n. m. con elevaciones circundantes cercanas a los 1800 m.

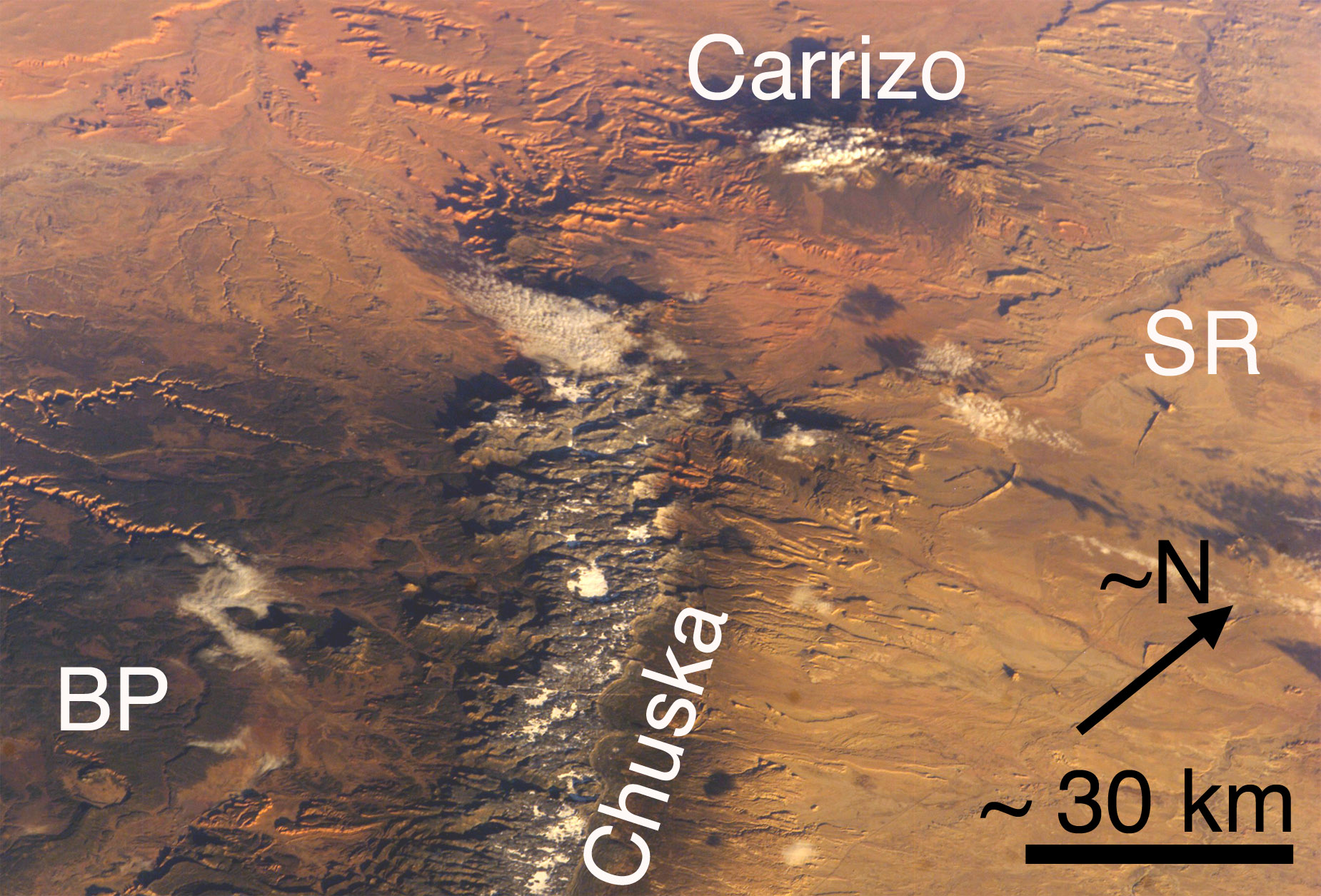
Sierra del Carrizo.